# Учителька додому
«Учителька додому» (італ. L'insegnante viene a casa) — французько-італійська еротична комедія режисера Мікеле Массімо Тарантіні.
Прем'єра відбулась 28 листопада 1978 року.

## Сюжет
Лікар Бузатті працює лікарем у шпиталі, має свій великий будинок. Його дружина Тереза здала одну кімнату учительці з гри на піаніно. Лікар має сина Марчелло, який зі своїми друзями помилково вважає ново прибулу учительку дівчиною за викликом. Учителька Луїджа є коханкою місцевого можновладця Фердінандо, який має дружину і балотується у мери, тому приховує існування коханки. Остання однак не знає про дружину. Марчелло закохується у Луїджу, яка однак хоче залишитись із Фердінандом, який утримує її. Фільм насичений плутаниною із зустрічами та любовними перепетіями навколо нової мешканки будинку Бузатті.

## Актори
| Актор               | Роль                         |
| ------------------- | ---------------------------- |
| Едвіж Фенек         | Луїджа де Домінікіс          |
| Ренцо Монтаньяні    | Фердінандо Бончі Марінотті   |
| Альваро Віталі      | Оттавіо                      |
| Марко Гелардіні     | Марчелло Бузатті             |
| Карло Спозіто       | полковник Марулло            |
| Джизелла Софіо      | Тереза Бузатті               |
| Карла Колозімо      | дружина Марулло              |
| Лучіо Монтанаро     | Роберто                      |
| Жак Стані           | помічник Фердінандо          |
| Джанфранко Барра    | лікар Бузатті                |
| Ліно Банфі          | Амедео                       |
| Ріа де Сімоне       | Бончі Марінотті              |
| Мірелла Байокко     | дочка Марулло                |
| Міллі Корінальді    | дружина помічника Фердінандо |
| Адріана Фаччетті    | служанка Джина               |
| Алессандра Ваззолер | дружина Амедео               |
| Альфредо Адамі      | дуже теплий чоловік          |
| Етторе Арена        | перекладач                   |
| Розаріо Бореллі     | офіціант                     |
| Діно Емануеллі      | капітан Песке                |
| Джиммі іл Феномено  | комендаторе                  |
| Валентіно Сімеоні   | п'яний носій                 |

## Знімальна група
- Режисер — Мікеле Массімо Тарантіні.
- Продюсер — Лучіано Мартіно.
- Сценаристи — Франческо Міліція, Мікеле Массімо Тарантіні, Лучіано Мартіно, Маріно Онораті, Жан Луїс.
- Оператор — Джанкарло Феррандо.
- Композитор — Франко Кампаніно.
- Художники — Еліо Мікелі, Сільвіо Лауренці.
- Монтаж — Альберто Моріані.